# Монтгомери, Уильям
Уильям Монтгомери (англ. William Montgomery 1871—1930) — пресвитерианский министр и криптограф британского адмиралтейства. Известен своей работой в секретной «Комнате 40» во время Первой мировой войны.
Монтгомери вместе с Найджелом де Гри расшифровали телеграмму Циммермана, которая помогла вовлечь США в войну в качестве союзника.

## Довоенное время
Уильям Монтгомери окончил Вестминстерский пресвитерианский колледж в Кембридже (англ. Cambridge). Будучи ученым, в возрасте 43 лет, перевел книгу немецкого теолога и философа Альберта Швейцера об историческом Иисусе (англ. Quest for the historical Jesus).

## Роль в Первой мировой войне

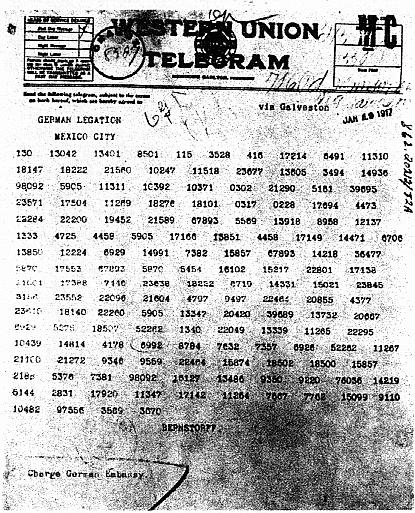
Фотокопия Телеграммы Циммермана

В Первую мировую войну Уильям был завербован в «Комнату 40», Дипломатическую секцию криптографического отдела Адмиралтейства. Монтгомери, под руководством Джорджа Янга, сотрудничал с Найджелом де Гри. Его работа заключалась в дешифровке секретных сообщений из Министерства иностранных дел Германии. Немцы использовали шифр, в котором все слова и знаки были закодированы последовательностью из четырех или пяти цифр. Примечательно то, что одно и то же слово могло быть закодировано разными числами, так же как и одно число могло означать несколько слов. Несмотря на это, британская разведка уже в 1915 году научилась расшифровывать немецкие послания.
16 января 1917 года министр иностранных дел Германии Артур Циммерман послал депешу германскому послу в Вашингтоне. В ней сообщалось, что Германия планирует начать полномасштабную подводную войну в Атлантическом океане, в котором находились и американские подводные лодки. В случае, если США примет решение вступить в войну на стороне Антанты, германский посол в Мексике должен был побудить мексиканского президента вступить в войну на стороне «Четверного союза». В случае победы Германия гарантировала передать Мексике захваченные США штаты — Техас, Нью-Мексико и Аризону.
Утром 17 января эта телеграмма была перехвачена службой британской разведки. Уильяму Монтгомери она показалась чрезвычайно важной. Он решил доложить о перехваченной телеграмме главе Управления военно-морской разведки Великобритании Уильяму Холлу. Частично расшифровав текст вместе со своим коллегой Найджелом де Гри, Уильям понял, что данная телеграмма может повлиять на исход войны. После полной расшифровки было принято решение, уведомить Вашингтон о полученных данных. 20 февраля Холл передал копию телеграммы послу Соединённых Штатов Уолтеру Пейджу (Walter Page). 6 апреля 1917 года Соединённые Штаты вступили в Первую мировую войну.

## Послевоенное время
После войны Монтгомери остался работать в правительственной школе кодов и шифров (англ. Government Code and Cypher School, GC&CS). Скончался в 1930 году в Лондоне.